# Raniganj (Népal)
Raniganj (en népalais : रानीगञ्ज) est un comité de développement villageois du Népal situé dans le district de Sarlahi. Au recensement de 2011, il comptait 5 576 habitants.